# Grandma’s Boy
Grandma’s Boy ist eine US-amerikanische Filmkomödie, produziert von Adam Sandlers Produktionsunternehmen Happy Madison Productions, aus dem Jahr 2006. Die Hauptrollen übernahmen Allen Covert, der Co-Autor und Co-Produzent, und Linda Cardellini. Der Film handelt hauptsächlich von Computerspielen und Marihuanakonsum.
Weitere Rollen wurden gespielt von Nick Swardson, Shirley Jones, Joel David Moore, und Shirley Knight, zusätzlich zu den aus Adam Sandlers Filmen bekannten Schauspielern Peter Dante, Jonathan Loughran, und Kevin Nealon. Doris Roberts spielt die „Grandma Lilly“. Rob Schneider, David Spade und der professionelle Wrestler Kevin Nash haben jeweils Cameo-Auftritte.

## Handlung
Nachdem sein Mitbewohner Josh ihr gemeinsames Mietgeld für philippinische Prostituierte ausgegeben hat, muss Alex, ein 35 Jahre alter Spieletester, einen neuen Platz zum Wohnen finden. Nach einem „Zwischenfall“ mit der Mutter seines Freundes Jeff, ist Alex gezwungen, zu seiner Großmutter zu ziehen. Um vor seinen jüngeren Kollegen nicht schlecht dazustehen, behauptet er, mit "drei heißen Mädels" zusammen zu wohnen, dabei wohnt er jedoch mit zwei weiteren älteren Damen zusammen, die mit seiner Großmutter in einer WG leben. Als Hobby entwickelt Alex sein eigenes Spiel namens "Demonic", das er seiner Großmutter vorführt und das sie völlig in seinen Bann zieht.
Hauptberuflich testet Alex zusammen mit seinen Kollegen das neue Spiel Eternal Death Slayer 3 des Unternehmens Brainasium. Entwickelt wird das Spiel von dem als „Wunderkind“ bezeichneten Programmierer J.P., der das Spiel im Alleingang entwickelt. Damit das Spiel rechtzeitig fertig wird, engagiert der Chef des Unternehmens, Mr. Cheezle, Samantha, die sich um die Einhaltung der Frist, die zu diesem Zeitpunkt nur noch fünf Tage beträgt, kümmern soll. Dabei verteilt sie die zu testenden Level an die Spieletester, wobei Alex die letzten und somit schwierigsten Level zugeteilt bekommt.
Nachdem Alex zu Haus angekommen ist, plündert er den Kühlschrank und schiebt alles auf einmal in den Ofen. Während das Essen heiß wird, raucht er auf seinem Zimmer eine Bong. Als er unten ankommt, sieht er das Essen im Ofen und will es mit bloßen Händen herausnehmen, wobei er sich beide Hände am Blech verbrennt. Dies wirft ihn stark im Zeitplan zurück, da er so unmöglich das Spiel testen kann. An der Arbeit behauptet er dann, um sein Image zu bewahren, dass diese Verletzung durch seine Mitbewohnerinnen entstand, als diese ihn in gewisse Sexpraktiken einbezogen haben.
Nachdem er seine Verbände wieder abnehmen kann, will Alex das Spiel zu Hause testen, doch seine drei Mitbewohnerinnen haben eine neue Fernsehsendung für sich entdeckt, die sie regelrecht an den Fernseher fesselt. So kommt er wieder nicht dazu, die Level zu testen. Im Endeffekt schlafen alle vier vor dem Fernseher ein.
Den versäumten Schlaf holt Alex an der Arbeit unter seinem Schreibtisch am nächsten Tag nach. Während er schläft, kommen die drei älteren Frauen ihn besuchen, um ihm sein Frühstück zu bringen, dabei stellen sie sich bei seinen Kollegen als seine Mitbewohnerinnen vor, was diese zunächst falsch verstehen und an Alex bisherige Schilderungen denken. Letztendlich bemerkt auch Alex seinen Besuch und klärt die Situation auf.
Da er seine Tests immer noch nicht geschafft hat und kaum noch Zeit zum Testen verbleibt, schenkt er den drei Frauen Eintrittskarten zu ihrer Lieblingsfernsehsendung, worüber diese das Haus verlassen und Alex endlich Zeit für seine Level hat. Am nächsten Tag kann Samantha dann vor versammelter Mannschaft verkünden, dass alle Programmfehler beseitigt wurden und der Zeitplan eingehalten werden kann. Erleichtert beschließen die Kollegen und Freunde, abends auszugehen, wobei Mr. Cheezle ihnen einen veganen Laden empfiehlt, der sich schnell als Pleite herausstellt. Die Gruppe fährt daraufhin zum nächstgelegenen Hamburgerladen und isst auf dem Parkplatz. Jeff muss dann jedoch auf die Toilette, und auf die Frage, warum er nicht an einen Baum pinkeln kann, antwortet er, dass er mal „groß“ müsse. Alex bietet dann an, zu seiner Großmutter zu fahren, was sie dann auch machen.
Dort angekommen, finden sie die drei Frauen völlig losgelöst vor dem Fernseher vor, während diese die ganze Zeit lachen und merkwürdiges Zeug reden. Nach kurzer Zeit stellt sich heraus, dass sie Alex’ letztes Marihuana unwissentlich als Tee getrunken haben, in der Meinung, es sei Tee von der verstorbenen Sophie gewesen.
Aus der Situation entsteht schnell eine Party, als Alex seinen Freund und Drogenhändler Dante einlädt, der eine ganze Meute von Leuten zur Feier mitbringt. Während der Feier sprechen die Freunde dem nicht anwesenden J.P. eine provozierende Nachricht auf die Mailbox seines Handys.
Am Tag darauf kommen Alex und Samantha sich dann näher, was sich bereits zuvor anbahnte. J.P. hört die Nachricht von der Feier ab und taucht später am Abend bei Alex zu Hause auf, um ihm unter Tränen zu gestehen, dass er gern ein Teil des Freundeskreises wäre, wobei es an ihm nagt, dass Alex und Samantha zusammen sind, was er jedoch nicht laut ausspricht. Durch Zufall entdeckt J.P. Alex’ Spiel Demonic, das er begeistert betrachtet, und bietet ihm an, es mit nach Hause zu nehmen, um ihm ein paar Tipps zu geben.
Am Tag darauf kündigt Mr. Cheezle dann „J.P.s neuestes Spiel“ an, das sich als Demonic entpuppt. Alle sind begeistert, doch Alex protestiert dagegen, da es ja sein eigenes Werk ist. J.P. leugnet das und Alex verlässt das Unternehmen kurzerhand.
Später kommt Samantha auf die Idee, Grandma Lilly gegen J.P. in Demonic antreten zu lassen, um zu beweisen, dass J.P. nicht der Eigentümer des Spiels ist. Grandma Lilly kann den Kampf gegen ihn erfolgreich gewinnen und J.P. verliert daraufhin seinen Posten.
Sechs Monate später sieht man die Freunde zusammen den Verkaufsstart von Demonic feiern.

## Produktion
Der Film wurde in den L.A. Center Studios und Umgebung gedreht. Er kam am 6. Januar 2006 in die amerikanischen Kinos. Die „unrated“ DVD erschien am 7. Dezember 2006 in Deutschland.

## Kritiken
Die allgemeinen Kritiken zum Filmstart waren eher schlecht. Bei Rotten Tomatoes erhielt Grandma’s Boy 16 Prozent, basierend auf 56 Reviews, und eine 60-prozentige Leserbewertung, basierend auf 195 Stimmen. Metacritic ermittelte eine 33-prozentige (15 Reviews) Kritikbewertung. Trotz der schlechten Kritiken entwickelte der Film einen Kultfaktor. Tatsächlich gewann Grandma's Boy mehrere Auszeichnungen, darunter Best Stoner Movie, Best Actor in a Movie (Allen Covert) und Best Pot Scene in a Movie, verliehen von den High Times 2006 Stony Awards. Der Film hat eine IMDb-Wertung von 6,9 von 10 (Stand: Juli 2024).

## Soundtrack
Der Soundtrack enthält neben den Musikstücken auch Dialoge des Films.
| Lied # | Titel                | Autor                    | Länge |
| ------ | -------------------- | ------------------------ | ----- |
| 2      | Another Day          | The Twenty Twos          | 2:40  |
| 4      | Helicopter           | Bloc Party               | 3:39  |
| 5      | Meantime             | The Futureheads          | 2:49  |
| 7      | Spinnin'             | Zion I                   | 3:25  |
| 9      | Little Girl          | The Daylights            | 3:16  |
| 10     | Never Win            | Fischerspooner           | 3:59  |
| 12     | Sittin' Sidewayz     | Paul Wall/Big Pokey      | 3:48  |
| 14     | Alive and Amplified  | The Mooney Suzuki        | 3:05  |
| 15     | Can't Kick the Habit | Spin Doctors             | 8:12  |
| 17     | Night On Fire        | VHS or Beta              | 4:01  |
| 18     | Anyone               | Moving Units             | 3:57  |
| 20     | Windowlicker         | Aphex Twin               | 6:04  |
| 21     | STD Dance            | Ima Robot                | 4:35  |
| 23     | Grandma's Boyee      | Kool Keith/Kutmasta Kurt | 4:09  |

## Weitere Musiktitel
Folgende Musik war ebenfalls im Film enthalten, jedoch nicht auf dem Soundtrack veröffentlicht:
| - Dance to the Underground – Radio 4 - Natural Disaster – Fischerspooner (JP's entrance) - A Fair Resort – CDOASS - Call the Cops – Dr. Dooom - Hit Me Again – Neon - Make A Jam! – U1 (Dance Dance Revolution (Ultramix 2) scene) - Dead End – N & S (Dance Dance Revolution (Ultramix 2) scene) - Can I Buy U a Drink – Kool Keith / Kutmasta Kurt | - Talk Dirty to Me – Poison - Push It – Linda Cardellini (im Original von Salt’N’Pepa) - Holla – Mista Wizard / Guy Boogie - Headlines – Neon Blonde - Technology – Evil Nine - Apartment 223 – Dr. Dooom - Happy – Fischerspooner - I Don't Want to Know… – The Donnas (trailer) |